# Успенский, Борис Александрович
Бори́с Алекса́ндрович Успе́нский (12 июля 1927, Москва — 28 сентября 2005, там же) — советский и российский график, мастер плаката, Народный художник РСФСР (1980), действительный член Российской Академии художеств (2001). Кавалер Ордена Дружбы (1997). Сестра: архитектор Н. А. Алёшина. Жена: художница Успенская Марина Евгеньевна (1905—2007).

## Обучение
В 1942—1947 гг учился в Художественном училище памяти 1905 года. В 1953 году окончил Московский государственный академический институт им. В. И. Сурикова.

## Деятельность
Секретарь правления Союза художников России. Руководил станковой мастерской МГХИ им. В. Сурикова, профессор. Борис Успенский — постоянный участник выставок — всесоюзных, всероссийских, московских, зарубежных, международных, персональных. Работал в различных жанрах — плакате, станковой графике, живописи.
Работы художника находятся в собраниях международной конфедерации союзов художников, Министерства культуры Российской Федерации, Союза художников России, в музее им. А. А. Бахрушина, Санкт-Петербургском театральном музее, Красноярском художественном музее им. В. И. Сурикова, в музеях городов Курск, Владивосток, Тобольск, Комсомольск-на-Амуре, Петрозаводск, Томск, Вологда. В галереях и музеях России и за рубежом.
В области плаката наибольших успехов достиг в период совместной деятельности с Олегом Савостюком. С девяностых годов работал, в основном, в области станковой графики.
Похоронен на Введенском кладбище (19 уч.).